# Louw Wepener
Lourens Jacobus "Louw" Wepener (Graaff-Reinet, 21 juli 1812 - Thaba Bosiu, 15 augustus 1865) was een commandant die diende voor de Britse Kaapkolonie tijdens drie Grensoorlogen en de Oranje Vrijstaat tijdens twee Basotho-oorlogen.

## Biografie
Wepener werd geboren in Graaff-Reinet in de Britse Kaapkolonie als zoon van een Duitse emigrant en Afrikanervrouw. Op 10-jarige leeftijd verloor hij zijn moeder en vier jaar later zijn vader, waarna hij bij zijn oom van moederskant ging werken. In tegenstelling tot zijn broers nam hij niet deel aan Grote Trek en bleef hij in de Kaap om in Britse dienst tegen de Xhosa te vechten in de zesde, zevende en achtste Grensoorlogen van 1834 tot 1853. Tijdens de Achtste Grensoorlog werd hij gepromoveerd tot commandant.
Terwijl hij in Aliwal-Noord in de Kaap woonde diende hij voor de Vrijstaat tijdens de Eerste Basotho-oorlog van 1858. In 1862 verhuisde hij met zijn tweede vrouw naar de Vrijstaat, waar hij de boerderijen Constantia en Moordenaarspoort kocht. Tijdens de Tweede Basotho-oorlog van 1865 veroverde hij als waarnemend commandant vele bergvestigingen van de Basotho. De eerste aanval op het onneembare bergfort Thaba Bosiu van 8 augustus mislukte. Op 15 augustus bestormde hij met vijfhonderd man voor de tweede maal de berg, maar gaandeweg deserteerden vrijwel al zijn soldaten en eenmaal aan de top stonden slechts acht man hem bij. Na twee succesvolle schermutselingen sneuvelde Wepener bij de derde aanval.
Wepener werd aanvankelijk begraven op Thaba Bosiu maar later door zijn zoon herbegraven op zijn boerderij Constantia. De stad Wepener in de Vrijstaat is naar hem vernoemd, alsmede twee Zuid-Afrikaanse militaire onderscheidingen voor buitengewone dapperheid en een voormalig regiment.